# Bernacchi
Bernacchi je priimek več oseb: 
- Antonio Bernacchi, italijanski castrato in skladatelj
- Leonardo Mario Bernacchi, apostolski vikar
- Louis Charles Bernacchi, fizik in astronom